# Stadio Pietro Fortunati
Lo stadio Pietro Fortunati è un impianto calcistico della città italiana di Pavia.
Principale stadio della città, è sede abituale delle partite interne del Pavia, principale club calcistico locale, che ne ha avuto inoltre in appalto la gestione su licenza dell'amministrazione comunale cittadina, proprietaria della struttura; dalla sua costruzione ha sempre ospitato la squadra ad eccezione di un breve periodo tra il 2019 ed il 2020.

## Storia
Lo stadio venne costruito tra il 1928 e il 1929 in via Alzaia, accanto al poligono di tiro, dove si trova tuttora, allo scopo di sostituire il preesistente Stadium pavese nella località di San Giuseppe. L'inaugurazione ufficiale venne celebrata il 17 novembre 1929 con una partita tra Pavia e Comense, vinta dagli ospiti lariani per 3-1.
Originariamente dotato di una singola tribuna coperta sul lato occidentale, venne progressivamente ampliato: nell'arco dei decenni furono aggiunti spalti su tutti e quattro i lati del campo da gioco, consentendo di incrementare la capienza fino a circa 6000 spettatori.
Nel 1991 l'impianto venne intitolato a Pietro Fortunati, presidente del Pavia negli anni 1950 e tra gli anni 1960 e 1970.
La progressiva introduzione di normative sulla sicurezza degli stadi in Italia, tra la fine del XX e l'inizio del XXI secolo, ha successivamente limitato la capienza totale dell'impianto, che all'inizio del terzo millennio si è attestata prima a 4999, poi a 3999 posti a sedere.
Sempre nel terzo millennio l'impianto ha iniziato a palesare obsolescenza e limiti strutturali: nel 2013 l'Osservatorio nazionale sulle manifestazioni sportive giudicò eccessivamente ridotta la distanza tra gli accessi ai distinti-tribuna est e alla curva sud, fino ad allora riservata ai tifosi ospiti, disponendo la chiusura del settore opposto alla tribuna principale. Esso poté essere riaperto nel 2015 a seguito della costruzione di un'alta rete metallica tra i due ingressi e l'inversione della destinazione d'uso delle due curve: i tifosi pavesi furono posizionati a sud, mentre la tribuna nord venne adibita a settore ospiti.
Un altro problema che affligge il Fortunati è la bassa capienza, tale da rendere l'impianto non conforme ai regolamenti vigenti in Serie A e Serie B (se si dovessero giocarvi partite di tali categorie, sarebbe indispensabile condurre lavori di adeguamento oppure impiegare un altro campo) e da rendere problematica la gestione delle partite ad alto afflusso di pubblico: un episodio esemplare a tale riguardo avvenne nel corso del campionato di Serie C1 2005-2006, con la partita Pavia-Genoa che venne rinviata per oltre un mese su disposizione prefettizia (a cui fecero seguito alcuni ricorsi in sede di giustizia amministrativa) e successivamente fu disposto che dovesse giocarsi a porte chiuse, per timore che l'impianto di via Alzaia non potesse accogliere in sicurezza un pubblico numeroso come quello genoano, in quanto i tifosi liguri avevano richiesto oltre 2000 biglietti, mentre nel settore ospiti pavese erano disponibili solo 1000 posti. Un ulteriore ricorso permise poi di giocare regolarmente la partita con il pubblico.
A partire dal 10 luglio 2019 il comune di Pavia ha vietato l'utilizzo dello stadio alla società in virtù dello stato di obsolescenza ormai critica in cui esso si trovava e dell'impossibilità di effettuare lavori di restauro a causa del mancato pagamento dei debiti contratti dalla società negli anni precedenti, costringendo la squadra azzurra a giocare le partite casalinghe sul campo neutro di Trezzano sul Naviglio. Dalla successiva stagione di Eccellenza il Pavia è tornato a giocare nello stadio di via Alzaia, dopo aver sbloccato una lunga trattativa tra la proprietà del sodalizio e l'amministrazione comunale (guidata dal sindaco Fabrizio Fracassi) circa le controversie legate a precedenti vertenze economiche.
Dalla stagione 2021/22 lo stadio Fortunati ospita anche le partite casalinghe di calcio femminile del Pavia Academy, che milita in serie B.

## Struttura
L'impianto presenta una conformazione strutturale cosiddetta all'inglese: ha una forma rettangolare, è privo di infrastrutture per sport diversi dal calcio (quali velodromo o pista di atletica leggera) ed ha gli spalti direttamente a ridosso del terreno di gioco. Essi sono capaci di 3999 posti a sedere, suddivisi in quattro settori indipendenti, tutti integralmente dotati di copertura:
- Tribuna ovest: suddivisa in cinque sotto-settori, ospita la tribuna d'onore e le postazioni per gli operatori della stampa e dei mass media. Dispone di 1129 posti, tutti dotati di seggiolini. Esteticamente conserva l'aspetto monumentale dell'architettura tipica degli anni 1920: di base razionalista, con elementi d'ispirazione liberty e neoclassici.
- Distinti-tribuna est: opposti alla tribuna ovest, sono il secondo settore dell'impianto per capienza. Dispongono di 1014 posti, tutti dotati di seggiolini.
- Curva sud: riservata alla tifoseria del Pavia, ospita circa 1000 posti in gradinata, senza seggiolini.
- Curva nord: riservata alle tifoserie ospiti, ha una capienza di circa 920 posti in gradinata, senza seggiolini.

Gli spogliatori dell'impianto si trovano sotto la curva nord.
Come già accennato, tra il 2002 e il 2014 la destinazione d'uso delle due curve nord e sud era opposta rispetto a quella attuale.
Tutte le gradinate sono rialzate di qualche metro rispetto al livello del suolo, al fine di garantire a tutti gli spettatori la migliore visibilità del campo.

## Incontri di selezioni nazionali
Lo stadio Fortunati ha ospitato due partite amichevoli della selezione Under-21 dell'Italia: il 5 settembre 2003 contro Galles, vinta per 8-1 dagli azzurri, e il 25 marzo 2005 contro la Scozia, vinta per 2-0. 